# Кнут Фалдбакен
Кнут Фалдбакен (на норвежки: Knut Faldbakken) е норвежки писател, автор на бестселъри в жанровете трилър и съвременен роман.

## Биография и творчество
Роден е на 31 август 1941 г. в Осло, Норвегия. Следва психология в Университета в Осло в периода 1960 – 1962 г., но се отказва, за да се посвети на амбициите си да стане журналист и писател.
Напуска Норвегия, защото се чувства ограничен и потиснат, и заминава за Париж, където окончателно решава да се посвети на писателската си кариера. В следващите 9 години, воден от любопитство и жажда за живот, живее и работи в множество страни: Австрия, Германия, Югославия, Гърция, Дания, Англия, САЩ. В периода 1975 – 1979 г. е главен редактор на списание „Vinduet“ („Прозорец“).
През 1967 г. е издаден първият му роман „Сивата дъга“, а през 1969 г. – романът „В къщата на майка му“, който му донася голям успех и го прави известен писател. През 1971 г. в романа „Мауд танцува“ представя убедителния портрет на 47-годишната мома Мауд, която отчаяно търси любов и еротика, но изкривява реалността с катастрофални последствия. Следващите му романи „Лятото на насекомите“, „Дневникът на Адам“ и „Сватбено пътешествие“ са измежду най-добрите в творчеството му. Те са удостоени с многобройни престижни норвежки и международни литературни награди.
През 2002 г. излиза първият му криминален роман „Всеки обича обезглавена жена“ от поредицата „Инспектор Валман“, който става бестселър и има голям успех в Норвегия и чужбина. Главен герой е полицейският инспектор Юнфин Валман – вдовец, който сам или с помощта на колегите си разкрива заплетени криминални случаи. Той е вдовец, който бавно започва да пренарежда живота си, като се влюбва в колежката си Анита Хег.
Романите му са характерни с разчупване на клишета и нарушаване на табута, черен хумор и еротични сцени, драматизъм и убедителна психология, реализъм и езиково богатство. Те са правдоподобно огледало на съвременното общество и действителност. Предизвикват остри дебати сред критиците и читателите. Произведенията му са преведени на повече от 20 езика по света и са издадени в над 2 милиона екземпляра. По някои от тях са създадени касови филми.
През 2012 г. писателят е удостоен с най-престижната в Норвегия награда „Браге“ за цялостен принос към съвременната норвежка литература.
Кнут Фалдбакен живее със семейството си в Хамар. От синовете му Матиас Фалдбакен е писател и художник, а Стефан Фалдбакен е режисьор.

## Произведения

### Самостоятелни романи
- Сивата дъга, Den grå regnbuen (1967)
- В къщата на майка му, Sin mors hus (1969)
- Мауд танцува, Maude danser (1971)
- Лятото на насекомите, Insektsommer (1972)
- Дневникът на Адам, Adams dagbok (1978)
- E 18 (1980)
- Сватбено пътешествие, Bryllupsreisen (1982)
- Glahn (1985)
- Bad Boy (1988)
- Evig din (1990)
Вечно твой, изд.: ИК „Персей“, София (2006), прев. Стефана Гаргова
- Til verdens ende (1991)
- Ormens år (1993)
- Når jeg ser deg (1996)
- Eksil (1997)
- Alt hva hjertet begjærer (1999)
- Frøken Snehvit (2000)
- Mitt tredje Spania (2003)

### Серия „Държава на здрача“ (Uår)
1. Uår. Aftenlandet (1974)
2. Uår. Sweetwater (1976)
3. Uår (2001)

### Серия „Инспектор Валман“ (Overbetjent Valmann)
1. Всеки обича обезглавена жена, Alle elsker en hodeløs kvinne (2002)
2. Turneren (2004)
3. Grensen (2005)
Границата, изд. „Светлана Янчева – Изида“ (2013), прев. Василена Старирадева
4. Nattefrost (2006)
Нощен мраз, изд. „Светлана Янчева – Изида“ (2013), прев. Василена Старирадева
5. Tyvene (2007)
6. Senskade (2008)
Закъснели последствия, изд. „Светлана Янчева – Изида“ (2014), прев. Василена Старирадева
7. Totem (2009)
8. Natthagen (2011)
9. Turisten (2013)

### Сборници
- Eventyr (1970) – разкази

### Пиеси
- Tyren og jomfruen, skodespel (1976)
- To skuespill. (Kort opphold i V erona og Den siste landhandleren) (1981)
- Livet med Marilyn (1987)

### Детска литература
- Nissen på Breistad (2003)

### Документалистика
- Tør du være kreativ? (1994) – сборник есета
- Per Spook (2003) – биография

### Филмография по произведения и сценарии на писателя
- 1974 Mors hus
- 1976 Den sommeren jeg fylte 15 – по романа „Insektsommer“
- 1976 Oss
- 1982 Kort opphold i Verona – ТВ филм
- 1984 Papirfuglen
- 1985 Hustruer – ti år etter
- 1988 Sweetwater
- 2011 Getingdans